# Paweł Graś
Paweł Bolesław Graś (Kęty; 23 de Fevereiro de 1964 — ) é um político da Polónia. Ele foi eleito para a Sejm em 25 de Setembro de 2005 com 11919 votos em 12 no distrito de Chrzanów, candidato pelas listas do partido Platforma Obywatelska.
Ele também foi membro da Sejm 1997-2001 e Sejm 2001-2005.